# Měrná tíha
Měrná tíha je fyzikální veličina, která vyjadřuje tíhu objemové jednotky látky.
Symbol veličiny: γ
Jednotka SI: newton na metr krychlový, značka jednotky: N/m3
Další jednotky: kilonewton na metr krychlový kN/m3, newton na centimetr krychlový N/cm3
Výpočet:
γ = G / V, kde G je tíha tělesa, V je objem tělesa
nebo
γ = ρ . g, kde ρ je hustota látky, g je tíhové zrychlení